# NHメディア
NHメディア（韓国語:NH미디어）は、1998年に設立された韓国の芸能事務所である。Signalエンターテインメントのグループ企業。

## 沿革
1998年にキム・ナムヒによって設立された。
2013年、NHメディアは、主に役者などが所属するMajorエンターテインメントと共同で事業することを発表した。キム・ナムヒはNH&Major1998を法人として正式に登録した。
2014年、ネガネットワークと共同でNH EMG（Global H Media）を設立。
2016年5月、SignalエンターテインメントがNHメディアの株50%を取得した。

## 過去の所属
- UN（2000年 - 2005年）
- PARAN（2005年 - 2008年）
- U-KISS（2008年 - 2021年）
- LABOUM（Interpark Music Plusに移籍）
- ダヒ
- キム・ジュンソ
- The Ray
- Soul LaTiDo
- イム・チャンジョン
- パン・ウニ
- オー・ユーミー